# Carlos Roca Cáceres
Carlos Roca Cáceres (Breña; Lima, 20 de marzo de 1946) es un letrado, politólogo, político peruano y militante del Partido Aprista Peruano. Fue diputado por la región Lima en tres periodos consecutivos y durante el segundo gobierno de Alan García ocupó el cargo de embajador de Perú en Italia, desde 2006 hasta 2009. Integró también la Asamblea Constituyente de 1978.

## Biografía
Carlos Roca nació el 20 de marzo de 1946 en el distrito de Breña, ubicado en la ciudad de Lima en Perú.
Entre 1962 y 1963, estudió la carrera de Letras en la Pontificia Universidad Católica del Perú y entre 1964 y 1969 cursó estudios de Ciencias Políticas en la Universidad de Turín, en Italia. De regreso al Perú, Roca trabajó como asesor en las universidades de Cajamarca, Inca Garcilaso de la Vega y César Vallejo.

## Trayectoria política
Como político incursiona militando en el Partido Aprista Peruano de Víctor Raúl Haya de la Torre y entre 1972 y 1979 fue secretario general colegiado del partido. Fue considerado en algún momento como sucesor de Haya de la Torre.
Entre 1979 y 1982, ocupó el cargo de secretario nacional de Relaciones Internacionales y presidió la Comisión de Relaciones Internacionales entre 1982 y 1988. En 1993 y 1994, fue subsecretario general del APRA y desde 2004 hasta 2010, fue miembro de la Dirección Nacional de Política. Retomó el cargo de secretario de Relaciones Internacionales en 2010 y culminando en 2017.
En la elecciones de 1978, Carlos Roca obtiene su primer cargo político al ser electo miembro de la Asamblea Constituyente de 1978, junto con Haya de la Torres, y ejerciendo el cargo hasta el 28 de julio de 1980. Como diputado constituyente ejerció la prosecretaría bibliotecaria de la Mesa Directiva.
En 1980, fue elegido diputado por la región Lima para el periodo 1980-1985. Luego fue reelegido para los periodos 1985-1990 y 1990-1995. Sin embargo el 5 de abril de 1992, su mandato fue interrumpido por el autogolpe de Estado de Alberto Fujimori, hecho que lo llevó a ser opositor del régimen fujimorista hasta su caída en el año 2000 y en donde fue perseguido por las fuerzas armadas dirigidas por Vladimiro Montesinos. Participó también en la Marcha de los Cuatro Suyos encabezada por Alejandro Toledo.
Roca intentó volver al Congreso de la República en las elecciones de 1995, 2001 y 2006, todas sin éxito. En agosto de 1998, el APRA lo eligió como su candidato para la alcaldía de la Municipalidad Metropolitana de Lima para las comicios municipales, en las que quedó en el tercer lugar tras la reelección de Alberto Andrade.
En 2006, durante el segundo gobierno de Alan García, Roca fue nombrado por el Ministerio de Relaciones Exteriores del Perú como embajador del Perú en la República de Italia, permaneciendo en el cargo hasta el 2009.
En el 2010, Roca volvió a ser elegido por el Partido Aprista como su candidato para la alcaldía de Lima, sin embargo, renunció a su candidatura antes de la elección.
En los últimos años, Roca mantuvo una posición crítica respecto de la conducción del aprismo, sobre todo luego del suicidio de Alan García. En 2019, buscó sin éxito obtener el liderazgo del APRA perdiendo en las elecciones internas con César Trelles Lara, en un resultado que los seguidores de Roca acusaron de fraudulento.
Luego de que el APRA no obtuviera ningún escaño en las elecciones parlamentarias del 2020, Roca criticó las nominaciones realizadas por el Comité Ejecutivo del partido y culpó a los actuales dirigentes reclamando su renuncia.